# Часлав
Ча́слав (чеш. Čáslav, [ˈtʃaːslaf]) — второй по численности населения город в районе Кутна-Гора Среднечешского края, муниципалитет с расширенными полномочиями. Расположен на реке Брсленка.

## История
Поселение славян на месте современного Часлава существовало предположительно с VIII или IX века, но городом оно стало в середине XIII века во время правления короля Богемии Пржемысла Оттокара II. В городе был построен костёл св. Петра и Павла и другие здания, которые в настоящее время представляют туристический интерес. Во время Гуситских войн, сейм созванный в Чаславе с 3 по 7 июня 1421 года, избрал новое временное правительство, Четыре пражские статьи были провозглашены законом, а император Священной Римской империи Сигизмунд был лишен чешского престола. В 1424 году в Чаславе был похоронен полководец Ян Жижка — один из вождей гуситов, национальный герой Чехии. Во время Тридцатилетней войны Часлав заняли и частично разрушили шведские войска. Полностью восстановиться после войны и вновь приобрести утраченные ранее функции экономико-политического центра город смог лишь в XVIII — XIX веке.
Ныне Часлав — это небольшой город, являющийся сравнительно популярным местом для туристов. В нём есть музей, библиотека. Основанный в 1902 году футбольный клуб «Зенит» из Часлава играет во Второй лиге Чехии по футболу.

## Население
| Год  | Численность | Численность |
| ---- | ----------- | ----------- |
| 1869 | 6312        | [ 6 ]       |
| 1880 | 7178        | [ 6 ]       |
| 1890 | 8396        | [ 7 ]       |
| 1900 | 9174        | [ 7 ]       |
| 1910 | 9318        | [ 6 ]       |
| 1921 | 9460        | [ 6 ]       |
| 1930 | 10 635      | [ 6 ]       |
| 1950 | 9407        | [ 7 ]       |
| 1961 | 10 107      | [ 7 ]       |
| 1970 | 10 317      | [ 6 ]       |
| 1980 | 9950        | [ 6 ]       |
| 1991 | 10 107      | [ 6 ]       |
| 2001 | 9904        | [ 6 ]       |
| 2012 | 10 155      |             |
| 2014 | 10 192      | [ 8 ]       |
| 2016 | 10 378      | [ 9 ]       |
| 2017 | 10 375      | [ 10 ]      |
| 2018 | 10 397      | [ 11 ]      |
| 2019 | 10 326      | [ 12 ]      |
| 2020 | 10 322      | [ 13 ]      |
| 2021 | 10 350      | [ 14 ]      |
| 2022 | 10 128      | [ 15 ]      |
| 2023 | 10 468      | [ 16 ]      |
| 2024 | 10 512      | [ 17 ]      |
| 2025 | 10 399      | [ 2 ]       |

## Известные уроженцы
- Иржи Маген (1882—1939) — писатель, поэт, драматург.
- Милош Форман (1932—2018) — кинорежиссёр, сценарист.